# Серіна Марія Ауньйон-Ченселлор
Серіна Марія Ауньйон-Ченселлор (англ. Serena Maria Auñón-Chancellor; народ. 9 квітня 1976, Індіанаполіс, штат Індіана, США) — лікарка, інженер, і астронавтка НАСА. Друга латиноамериканка і перша лікарка, що полетіла в космос.
Протягом 6 червня — 20 грудня 2018 року працювала бортінженеркою «Союз МС-09» на Міжнародній космічній станції за програмою основних космічних експедицій МКС-56/57.

## Освіта
Серина отримала ступінь бакалавра в області електротехніки в університеті Джорджа Вашингтона, ступінь доктора медицини в Університеті Техасу в Центрі науки про здоров'я в Х'юстоні, штат Техас (2001), ступінь магістра суспільної охорони здоров'я в медичному відділенні Техаського університету в 2006 році.

## Професійна діяльність
До моменту зарахування в загін астронавтів працювала доцентом на кафедрі профілактичної медицини та соціального охорони здоров'я факультету профілактичної медицини та медицини внутрішніх хвороб у Медичному відділенні Техаського університету (University of Texas Medical Branch — UTMB).

## Кар'єра в НАСА
Серина була прийнята в НАСА в 2006 році лікаркою екіпажу, працювала авіаційною лікаркою за програмою Space Shuttle.
29 червня 2009 року була відібрана кандидаткою в астронавти в складі 20-го набору НАСА. Закінчила навчальну програму підготовки кандидатів в космонавти в липні 2011 року.
У 2009 році отримали нагороду Julian E. Ward Memorial Award від аерокосмічної медичної Асоціації за свій внесок в космічний політ в складі екіпажу медичної допомоги.
Серина провела дев'ять місяців у Росії підтримуючи медичні дії космонавтів на Міжнародній космічній станції. Займала посаду заступниці хірурга екіпажу місії STS-127 (2009) і в експедиції МКС-22 (2009—2010). У Казахстані брала участь у медичному забезпеченні екіпажів після їх повернення на Землю.
У червні 2012 року брала участь у NEEMO 16, пілотувала занурювальний апарат DeepWorker 2000.
Вона працює заступницею керівника медичних робіт для корабля Оріон.
22 липня 2013 року разом з астронавтом Ренді Брезником брала участь у проведенні примірки (у два етапи тривалістю по 4 години кожний) командного модуля корабля CST-100. Астронавти розміщувалися всередині модуля в рятувальних скафандрах, а фахівці Боїнга проводили тестування засобів комунікації, зручність доступу до панелей управління та роботу обладнання.
З 11 липня 2015 року як акванавтка брала участь у 2-тижневій експедиції NEEMO-20 — місії НАСА з відпрацювання дій в екстремальній навколишнього середовища (NASA Extreme Environment Mission Operations — NEEMO) разом з астронавтом JAXA Норишиге Канаі, інженером Девідом Коеном (David Coan) і командиром екіпажу астронавтом ESA Лукою Пармітано; яка проводилася в підводній науковій станції «Акваріус», що розташована в океані на глибині 19 метрів приблизно в 5,6 кілометра від Кі-Ларго.
7 липня 2016 року на форумі журналу «Новости космонавтики» з'явилося повідомлення про попереднє призначення в основний екіпаж корабля «Союз МС-10» разом з Геннадієм Падалкою та Андрієм Бабкіним для участі в МКС-58/МКС-59.
19 січня 2018 було оголошено про призначення в основний екіпаж корабля «Союз МС-09», для участі в МКС-56/МКС-57 замість Джанетт Еппс.

## Політ
Старт ТПК «Союз МС-09» здійснено 6 червня 2018 року о 14:12 за київським часом з пускової установки майданчика № 1 («Гагарінський старт») космодрому Байконур.. Зближення з МКС і стикування корабля до малого дослідницького модуля «Світанок» (МИМ1) пройшло в автоматичному режимі за дводобовою схемою. Стикування корабля зі станцією відбулося 8 червня 2018 року о 16:01 за київським часом. На борту МКС їх зустріли космонавти американці Дрю Фьюстел і Ріккі Арнольд та росіянин Олег Артем'єв. Планувалось, що екіпаж проведе на орбіті 187 діб. Проте через аварію 11 жовтня під час запуску корабля Союз МС-10, графік роботи експедиції було продовжено і космонавти провели в космосі 197 діб. Повернення екіпажу Союз МС-9 відбулось 20 грудня 2018 року.

## Особисте життя
Серина вийшла заміж за фізика Джеффа (англ. Jeff Chancellor) і народила дочка Серафіну (англ. Seraphina Chancellor). В даний час живе в Ліга-Сіті, штат Техас. Батько, доктор Хорхе Ауньйон (англ. Jorge Auñón) — кубинський емігрант, прибув в Сполучені Штати в 1960 році. Мати — Маргарет Ауньйон (англ. Margaret Auñón) — письменниця, авторка бестселерів під псевдонімом Меггі Сефтон (англ. Maggie Sefton).

## Захоплення
Баскетбол, софтбол, крикет, піший туризм, катання на водних лижах.